# Kaliotoxin 1
Kaliotoxin 1 (synonym Kaliumkanaltoxin alpha-KTx 3.5) ist ein Toxin aus dem Skorpion Androctonus australis.

## Eigenschaften
Kaliotoxin 1 ist ein Protein und Skorpiontoxin aus A. australis, wie auch Kaliotoxin 2. Es bindet und hemmt spannungsgesteuerte Kaliumkanäle vom Typ Kv1.3 (Kd = 0,65 nM), Kv1.6. und Kv1.1/KCNA1 (Kd = 41 nM) sowie KCa1.1/KCNMA1 (Ki = 1560 nM), nicht aber Kv1.2/KCNA2, Kv1.5/KCNA5 und Kv3.1/KCNC1. Kaliotoxin 1 und 2 sind strukturell am nächsten mit Agitoxin 1, Agitoxin 2 und Agitoxin 3 verwandt.